# Tenuto

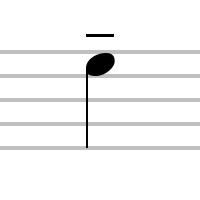
Знак tenuto над отдельной нотой

Tenuto ( [тэну́то], причастие глагола итал. tenere - «удерживать, сдерживать, задерживать»), обозначение, используемое в музыкальной нотации. Возможно, это одно из первых обозначений, использованных на нотном письме. Ноткер Заика (около 840—912) в одном из своих писем указывает, что используемую в григорианском хорале букву t следует понимать как trahere vel tenere debere.
В наше время этот термин имеет два разных значения:
1. Предписывает выдерживать полную длительность ноты без какой-либо па́узы между соседними нотами, но при этом, в отличие от легато, исполнять её с заметной атакой (non legato).
2. Предписывает превысить указанную длительность ноты, задержав её длительность чуть больше, чем обычно.

Это обозначение часто используется, в основном, для задержки зата́кта (тем самым задерживая сильную долю) в партиях голоса.

## Использование в музыке барокко и музыке периода классицизма
Первое значение термина превалирует в баро́чном и классическом периодах истории западной музыки. В течение этих периодов, если не было указано другого, ноты игрались в типично отрывистом, ритмически выдержанном стиле. Таким образом, ноты, обозначенные tenuto (или никак не обозначенные) в партитурах тех музыкальных эпох должны были играться точно так же, как никак не отмеченные ноты в более современных партитурах.

## Использование с эпохи романтизма до наших дней
Классический период перешёл в эпоху романтизма. Западная музыка в своём развитии ушла от непременной выдержанной ритмики, и обозначение tenuto потеряло тот смысл, который в него вкладывался раньше. Однако, в дополнение к этому изменению (и многим другим), в большей части произведений периода романтизма появилось обозначение темпа. Тем самым, tenuto возродился в своём втором значении. В то время обозначение часто используется в опере, в основном для задержки затакта (тем самым задерживая сильную долю) в партиях голоса.
В современной музыке обозначение tenuti может использоваться в обоих смыслах, но всё же чаще встречается второй вариант.

## Варианты записи
tenuto может быть записано тремя способами:
1. Слово tenuto, написанное над пассажем, который следует играть tenuto
2. Сокращение ten. написанное над отдельной нотой или пассажем
3. Горизонтальная линия, приблизительно длиной с нотный овал. Ставится непосредственно под или над нотой, которую следует играть tenuto (см. иллюстрацию выше)